# USS LST-301
O USS LST-301 foi um navio de guerra norte-americano da classe LST que operou durante a Segunda Guerra Mundial.